# ジェイハン
ジェイハン（トルコ語：Ceyhan）は、トルコ共和国南部の地中海地方のアダナ県に存在する都市である。
県都のアダナから東へ43キロメートルの距離に存在し、街にはジェイハン川が流れる。原油を輸送するためにカスピ海からアゼルバイジャンやグルジアを経由してトルコ国内に入る、バクー・トビリシ・ジェイハンパイプラインの地中海側の終着点である。このパイプラインは2005年5月に完成した。
石油ターミナルには、7つの貯蔵タンクと同時に2つのタンカーに載貨重量トン数で300,000メトリックトンまで積載可能な桟橋がある。廃水処理場と焼却施設もある。
キルクーク・ジェイハンパイプラインや計画中のサムスン・ジェイハンパイプラインの終着ポイントにもなっている。

## 関連事項
- バクー・トビリシ・ジェイハンパイプライン